# Colfontaine
Colfontainelà một đô thị ở tỉnh Hainaut, gồm các làng Pâturages, Warquignies, Wasmes, và Petit Wasmes.
Tại thời điểm ngày 1 tháng 1 năm 2006, đô thị này có dân số 20.021 người. Tổng diện tích là 13,62 km², với mật độ dân số 1.470 người trên mỗi km².